# ايرونكا 11 تشيف
ايرونكا 11 تشيف (بالإنجليزية: Aeronca 11 Chief)‏ هي طائرة خفيفة، طائرة أحادية السطح وعالية الأجنحة وذات مقعدين. أنتجت في 1946 بالولايات المتحدة. من صناعة ايرونكا. كان أول طيران لها في 1945. صنع منها 2,300 طائرة.